# Lingula de la mandibule
La lingula de la mandibule ou l'épine de Spix est une crête osseuse proéminente sur le côté médian de la branche de la mandibule qui limite en avant le foramen mandibulaire.
C'est le point d'insertion du ligament sphéno-mandibulaire.
C'est le point de départ du sillon mylo-hyoïdien.
La lingula de la mandibule peut prendre de nombreuses formes, notamment triangulaire, tronquée ou nodulaire. Dans la majorité des cas, cette forme est symétrique.